# Jessica Schwarz
Jessica Schwarz (n. Erbach im Odenwald, 5 de mayo de 1977) es una actriz y modelo alemana.

## Biografía
Schwarz nació en Erbach im Odenwald y creció en la vecina ciudad de Michelstadt, en el estado federado de Hesse. Ganó un concurso de la revista adolescente Bravo en 1993, tras lo cual trabajó como modelo y videojockey para la cadena musical VIVA. En el año 2000 comenzó su carrera como actriz, lo que ha compaginado con la presentación de eventos, como los Premios del cine alemán de 2004. Schwarz mantuvo una relación con el actor Daniel Brühl durante cinco años, hasta 2010.

## Galardones
- 2002 New Faces Award (mejor actriz) por Nichts bereuen.
- 2003 Grimme-Preis (Ficción/entretenimiento) por Die Freunde der Freunde.
- 2004 Bayerischer Filmpreis (mejor actriz), por Kammerflimmern[2]

## Filmografía
| - 2001: Nichts bereuen - 2002: Die Freunde der Freunde - 2003: Verschwende deine Jugend - 2004: Kalter Frühling - 2004: Kammerflimmern - 2004: Quito - 2006: Die Wilden Hühner - 2006: Der rote Kakadu - 2006: Lulu (TV film) - 2006: El perfume - 2006: Nichts als Gespenster - 2007: Der Liebeswunsch - 2007: Warum Männer nicht zuhören und Frauen schlecht einparken - 2008: Die Buddenbrooks - 2009: Die Wilden Hühner und das Leben - 2009: Die Tür - 2009: Romy, sobre Romy Schneider - 2010: Lautlose Morde - 2010: Der Mann der über Autos sprang - 2011: Das Lied in mir | - 2011: Death of a Superhero - 2012: Heiter bis wolkig - 2012: Yoko - 2012: Jesus liebt mich - 2013: Adieu Paris - 2013: Hattinger und die kalte Hand (TV-Film) - 2014: Der Koch - 2015: Zum Sterben zu früh (TV-Film) - 2016: Zweimal zweites Leben (TV-Film) - 2016: Die Hände meiner Mutter - 2016: Stadtlandliebe - 2016: Hattinger und der Nebel – Ein Chiemseekrimi (TV-Film) - 2016: Freddy Eddy - 2017: Hanni & Nanni: Mehr als beste Freunde - 2017: Einmal bitte alles - 2017: Auf der anderen Seite ist das Gras viel grüner - 2018: Reich oder tot (TV-Film) - 2018: You Are Wanted (TV-Serie) - 2019: Und tot bist Du! – Ein Schwarzwaldkrimi (TV-miniserie) |